# Grande École
Grande École is een Franse film van Robert Salis uit 2004. Het scenario is geïnspireerd op een toneelstuk van Jean-Marie Besset uit 1995.

## Inhoud
Paul gaat naar een "grande école" en beslist om op de campus te gaan wonen bij een mede-student. Direct nadat hij is verhuisd raakt hij gecharmeerd van zijn medehuurder Louis-Arnault. Hierdoor wordt Agnès, de vriendin van Paul jaloers. Zij was al ontgoocheld omdat Paul niet wilde gaan samenwonen met haar. Er ontstaat een wedstrijd bij het koppel wie Louis als eerste zal weten in te pakken. Tegelijkertijd ontmoet Paul op een bouwplaats op de campus de arbeider Mécir.

## Rolverdeling
- Grégori Baquet: Paul
- Alice Taglioni: Agnès, zijn vriendin
- Jocelyn Quivrin: Louis-Arnault
- Salim Kechiouche: Mécir
- Gilbert Desveaux: een professor
- Yasmine Belmadi: arbeider